# Bellinzona

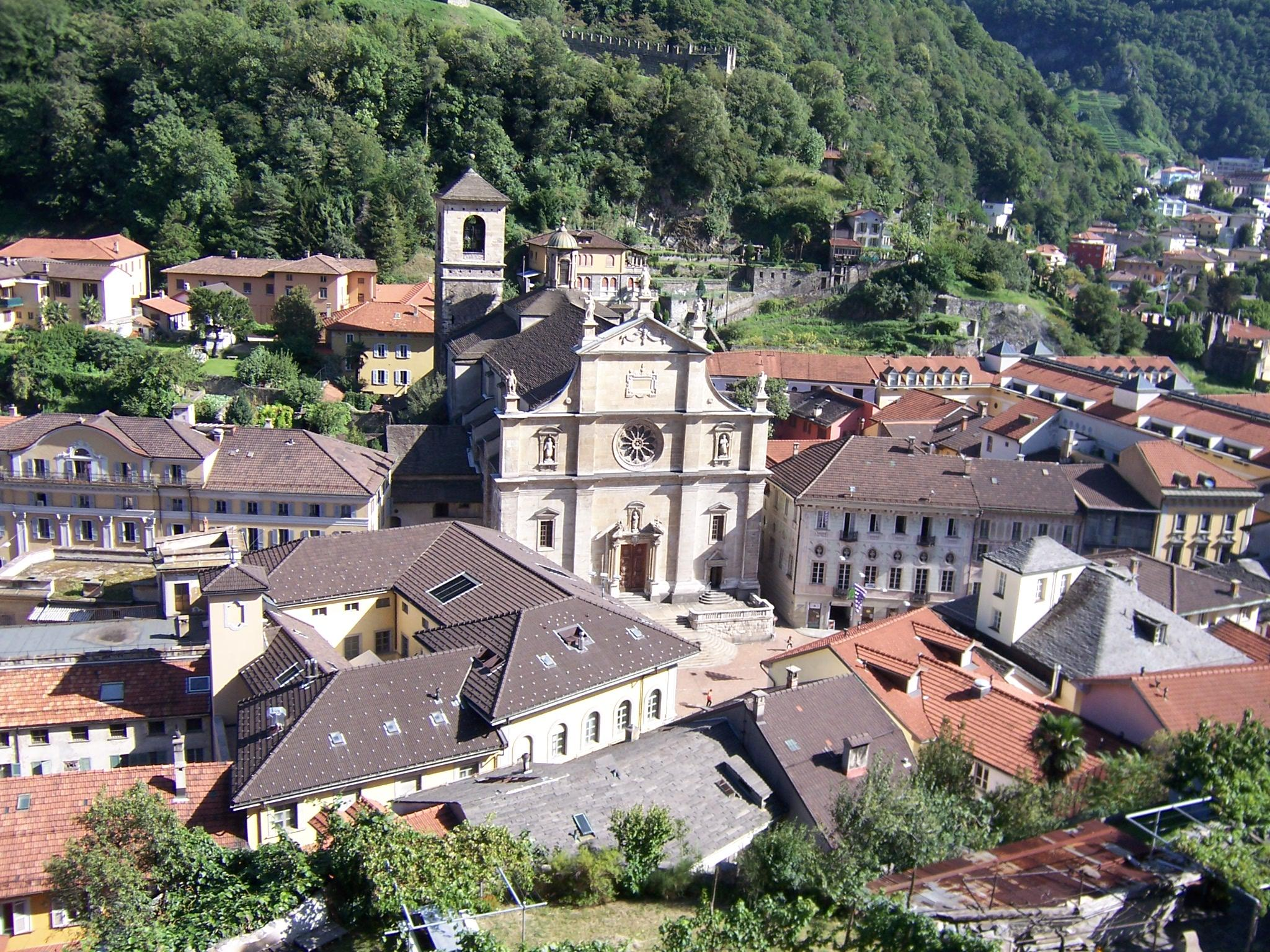
Bellinzona

Bellinzona este capitala cantonului Ticino din Elveția.
Orașul este faimos pentru castele sale, care au fost în anul 2000 preluate pe lista patrimoniului mondial UNESCO.
Este cunoscut și pentru carnavalul său (Rabadan) ().